# Лудвиг I (Фландрия)
Лудвиг I (Луи) от Фландрия или Луи дьо Дампиер (на френски: Louis Ier de Flandre, Louis de Dampierre, Louis de Nevers, Louis de Crécy; * ок. 1304, Невер, Франция; † 26 август 1346, Битката при Креси, Франция) от род Дом Дампиер, е от 1322 г. граф на Фландрия и като Лудвиг II граф на Невер, от 1328 до 1346 г. граф на Ретел.

## Живот
Той е син на граф Лудвиг I († 1322) и на Жана от Ретел († 1328). Внук е на граф Роберт III († 1322) от Фландрия.
Възпитаван е в Париж и в Невер. На 21 юли 1320 г., по споразуменията на договора от Париж от 5 май 1320 г., Лудвиг се жени за Маргарита I Артоа-Бургундска (1312 – 1382), дъщеря на френския крал Филип V и Жана Бургундска. Съпругата му става през 1361 г. пфалцграфиня на Бургундия, господарка на Салинс, графиня на Артоа и пер на Франция.
Лудвиг I е убит в битката при Креси през 1346 г. и е погребан в църквата „Св. Донат“ в Брюге, Белгия. Наследен е от сина му Лудвиг II.

## Потомство
- Лудвиг II (1330 – 1384), женен 1347 г. за Маргарета Брабантска (1323 – 1368)